# Celebrity Style Story
Celebrity Style Story, est une émission de télévision américaine diffusée depuis le 7 juillet 2012 sur E!

## Saisons

### Saison 1
- Jennifer Lopez
- Sarah Jessica Parker
- Angelina Jolie
- The Olsen Twin
- Cameron Diaz
- Halle Berry
- Sandra Bullock
- Michelle William
- Julia Roberts

### Saison 2
- Jennifer Lawrence
- Emma Watson
- Bradley Cooper
- The Oscars
- Funny Ladies
- Fresh Face
- Amy Adams

## Référence
1. ↑  (en) « Celebrity Style Story (TV Series 2012- ) » [vidéo], sur Internet Movie Database (consulté le 17 novembre 2023).
2. ↑  (en) « Celebrity Style Story (TV Series 2012- ) » [vidéo], sur Internet Movie Database (consulté le 17 novembre 2023).